# Пйотровиці-Ниські
Пйотровіце-Ниські (пол. Piotrowice Nyskie) — село в Польщі, у гміні Отмухув Ниського повіту Опольського воєводства.
Населення — 287 осіб (2011).

## Демографія
Демографічна структура станом на 31 березня 2011 року:
|          | Загалом | Допрацездатний вік | Працездатний вік | Постпрацездатний вік |
| -------- | ------- | ------------------ | ---------------- | -------------------- |
| Чоловіки | 141     | 26                 | 105              | 10                   |
| Жінки    | 146     | 37                 | 71               | 38                   |
| Разом    | 287     | 63                 | 176              | 48                   |